# 休倫冰川
休倫冰川（英語：Huron Glacier）是南極洲的冰川，位於南設得蘭群島的利文斯頓島，北面以鮑爾斯嶺為界，南面是騰格里山脈，最終在埃萊馬格角以南注入月灣。

## 外部連結

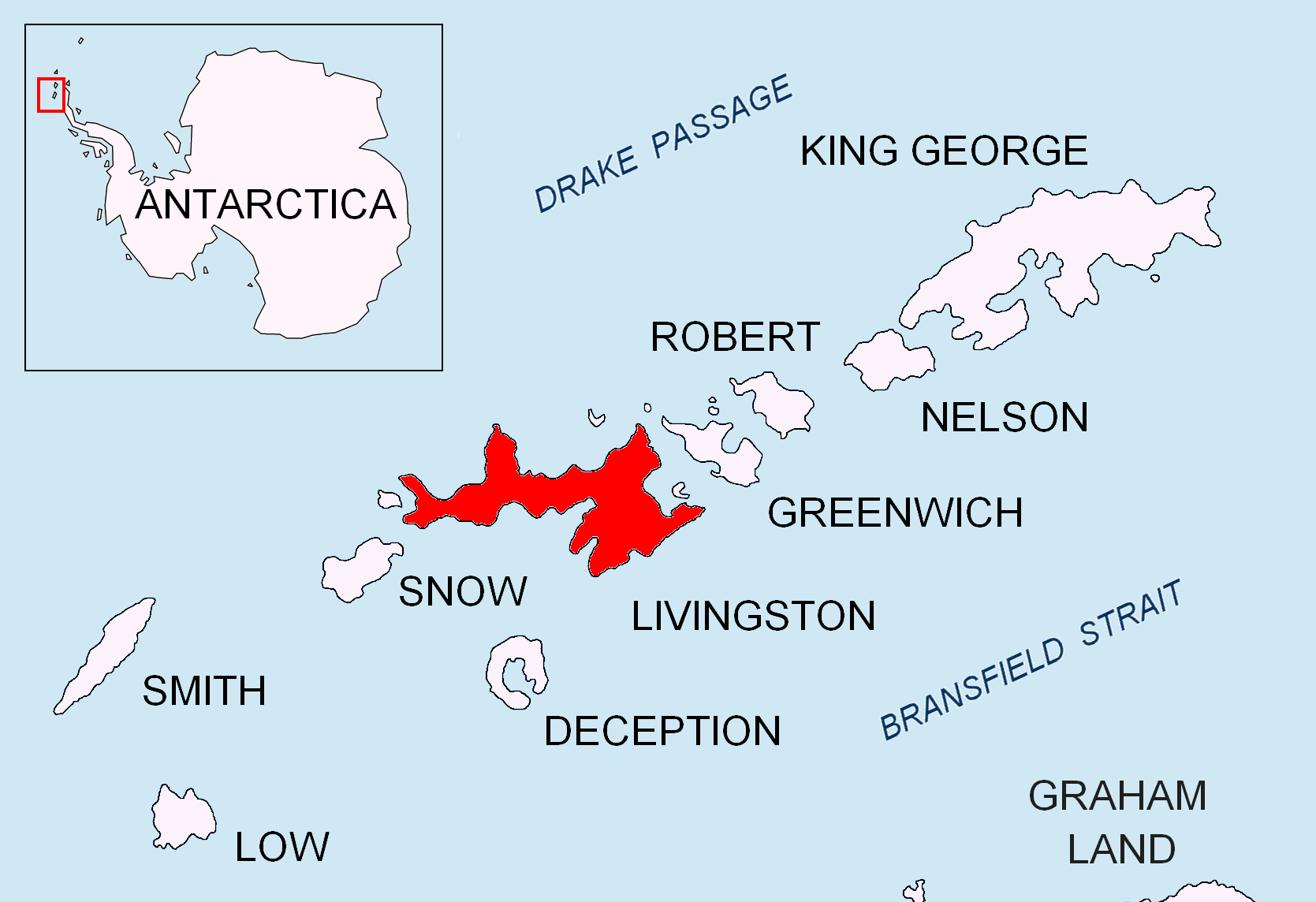

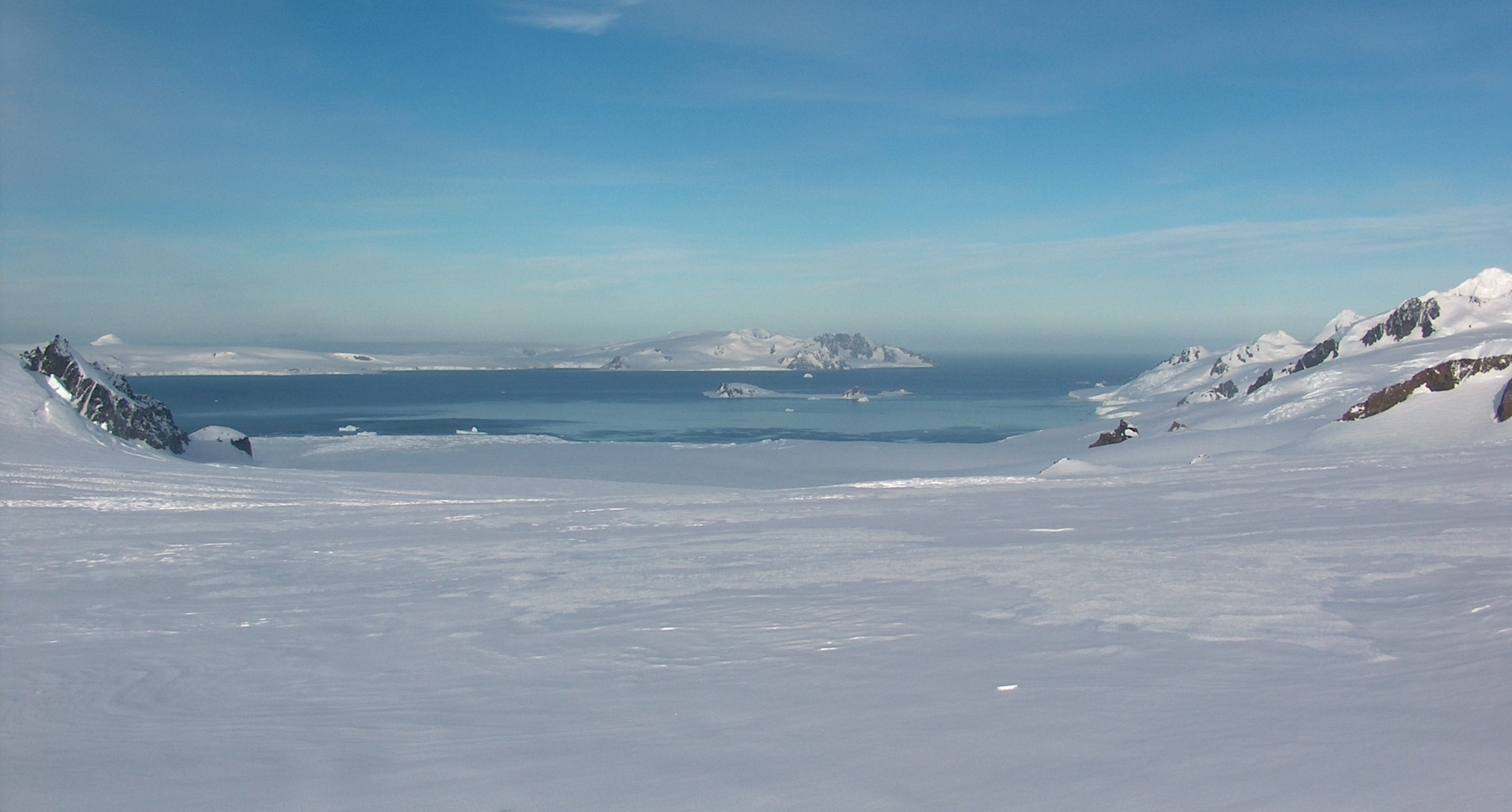

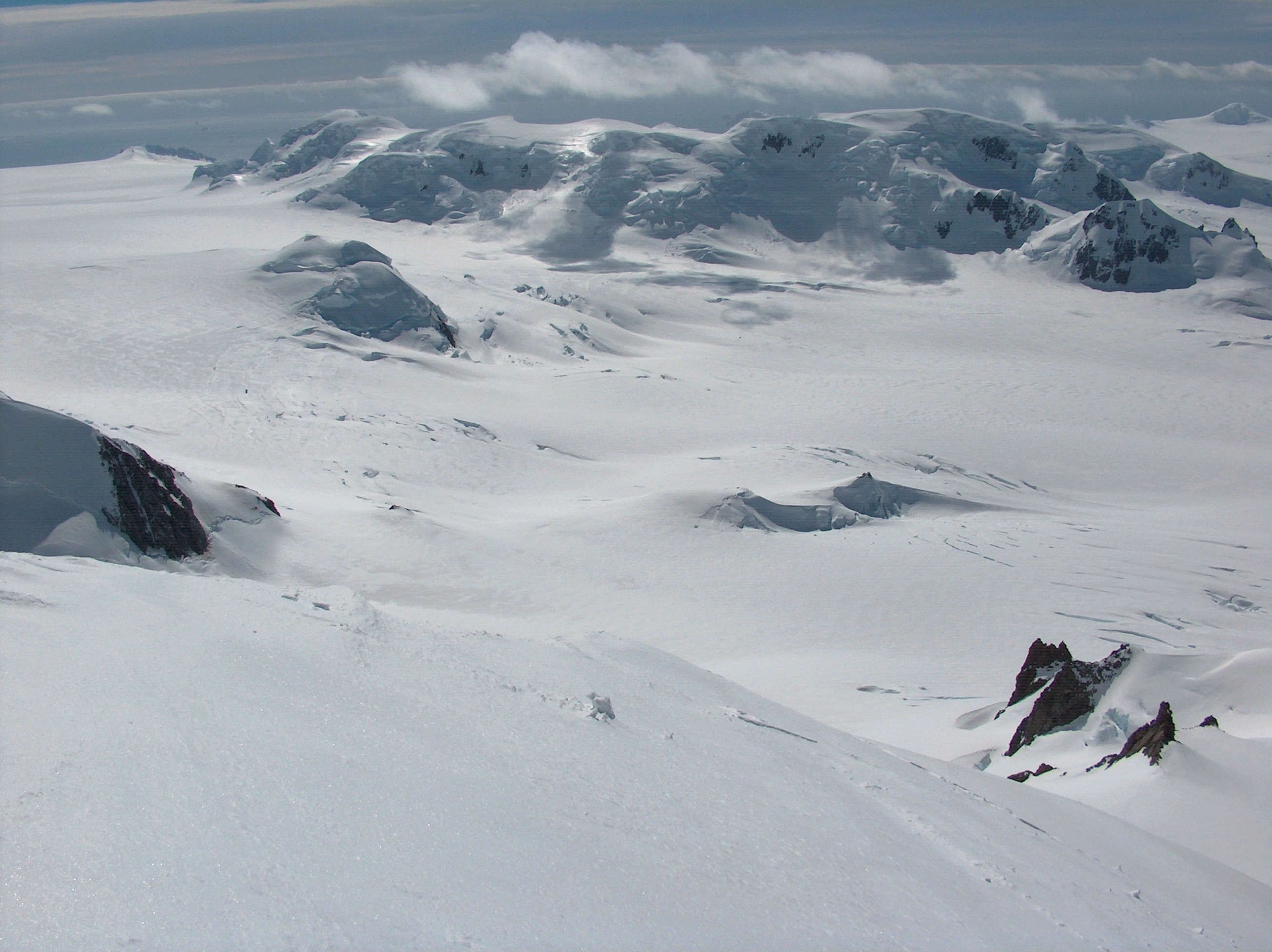

- Huron Glacier. （页面存档备份，存于） SCAR Composite Gazetteer of Antarctica

62°37′50″S 60°06′50″W / 62.63056°S 60.11389°W